# エリーザベト・アウグステ・フォン・プファルツ＝ズルツバッハ
エリーザベト・アウグステ・フォン・プファルツ＝ズルツバッハ（Elisabeth Auguste von Pfalz-Sulzbach, 1721年1月17日 - 1794年8月17日）は、プファルツ・バイエルン選帝侯カール2世フィリップ・テオドールの最初の妃。

## 生涯
エリーザベトは、プファルツ系ヴィッテルスバッハ家の支族であるプファルツ＝ズルツバッハ公テオドール・オイスタッハの長男ヨーゼフ・カールの娘として、マンハイムで生まれた。母エリーザベト・アウグステ・ゾフィーはプファルツ選帝侯カール3世フィリップの娘であった。
1742年1月、従弟のカール・テオドールと結婚した。父ヨーゼフ・カールは祖父テオドール・オイスタッハに先立って死去しており、男子もなかったため、プファルツ＝ズルツバッハ公はヨーゼフ・カールの弟ヨハン・クリスティアンを経て、その息子であるカール・テオドールに継承されていた。カール・テオドールは同年末に死去したエリーザベトの外祖父カール3世フィリップの選帝侯位を継承、1777年には更にバイエルン選帝侯位も継承した。
結婚生活は幸福ではなかった。エリーザベトは結婚20年目にして長男フランツを1762年に生むが、生後1日で亡くしてしまった。エリーザベトとカール・テオドールは以後別居し、それぞれ愛人をつくったものの、決して離婚しなかった。
エリーザベトはプファルツのオッガースハイム（現在はルートヴィヒスハーフェンの行政区）にある自身の邸宅へ移り住んだ。1793年の終わりにフランス革命軍がオッガースハイムへ進軍すると、エリーザベトはヴァインハイム（当時はプファルツ・バイエルン選帝侯領、後にバーデン大公国へ編入された）へ逃がれ、1794年に同地で没した。1799年にカール・テオドールも死去、後妻マリア・レオポルディーネとの間にも子供がなく、エリーザベトの妹マリア・フランツィスカと同族のフリードリヒ・ミヒャエルの末子マクシミリアン・ヨーゼフ（後のバイエルン国王）が選帝侯を継いだ。

## 参照
- Lebenslust und Frömmigkeit, Kurfürst Carl Theodor zwischen Barock und Aufklärung, Handbuch ISBN 3-7917-1679-4 und Ausstellungskatalog ISBN 3-7917-1679-4
- Karl Kreuter, Kurfüstin Elisabeth Auguste von Pfalz-Bayern 1727 - 1794, Oggersheim 1919